# Nokia (ciudad)
Nokia (/ˈnokiɑ/) es una localidad finlandesa ubicada a las orillas del río Nokianvirta (Kokemäenjoki), en la región de Pirkanmaa. Se encuentra a unos 15 km al oeste de Tampere en la orilla occidental del lago Näsi. En marzo de 2010 contaba con una población de 31.517 habitantes. Destacan sus industrias del caucho, papelera y de la celulosa. Posee una central eléctrica.

## Historia
El pueblo de Nokia ha existido durante tanto tiempo que su nombre es poco familiar incluso para los mismos finlandeses. En finés moderno, noki significa "hollín" y nokia es la inflexión en plural de "hollín", aunque esta forma de palabra se usa muy rara vez. Sin embargo, el nombre se origina en realidad del finés arcaico nois  (nokia en plural) o nokinäätä ("marta del hollín"), que significa "marta cibelina". Después de que se cazó la marta cibelina hasta su extinción en Finlandia, la palabra se utilizó para denominar cualquier animal con pelambre de color oscuro, como la marta que se encuentra en el área hasta hoy en día. El escudo de armas de Nokia lleva una figura de una marta cibelina.
La primera aparición documental de Nokia se produce en un documento de 1505 que describía la "Finca de Nokia".
Nokia fue el escenario de una de las más grandes batallas en la Guerra de los Garrotes, un levantamiento campesino de 1596 contra los señores feudales de Suecia. Los campesinos, de manera usual armados con garrotes, tomaron la residencia de la Finca de Nokia y  ganaron varias disputas contra la caballería feudal, pero fueron derrotados decisivamente por Klaus Fleming entre el 1 y 2 de enero de 1597. Miles de "garroteros" fueron asesinados, y aunque su líder Jaakko Ilkka logró huir, fue capturado y ejecutado algunas semanas después. La Guerra de los Garrotes fue la última gran revuelta campesina en Finlandia, y consolidó permanentemente la toma de la nación estado. Mucho tiempo después, durante la guerra civil finlandesa de 1918, Nokia (junto con su vecina Tampere) fue un bloque de apoyo comunista y volvió a ser partícipe de algunos combates.

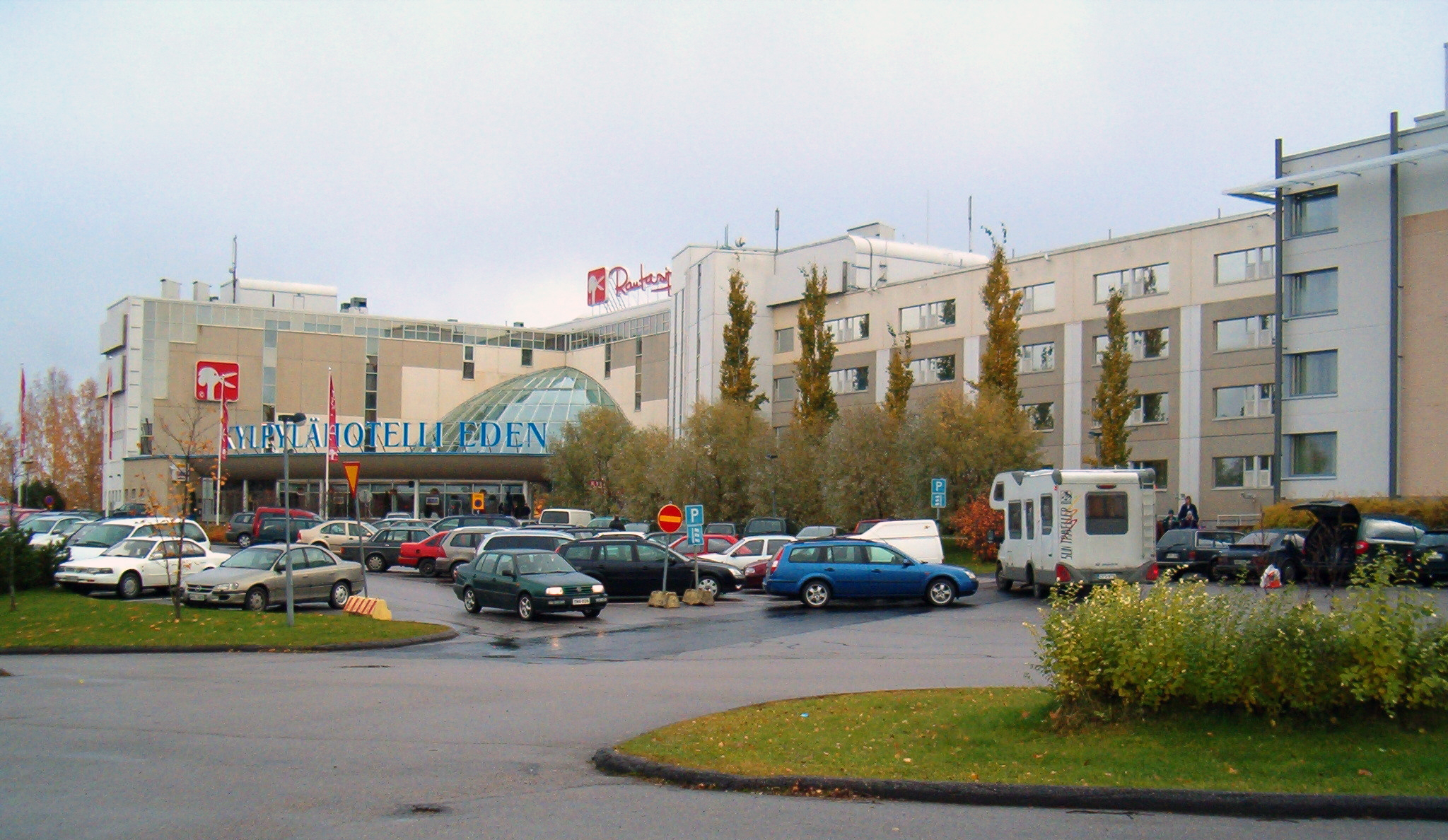

Nokia solía extenderse hasta el actual corazón de Tampere, pues el área de Pispala formaba parte de la región Suur-Pirkkala de Nokia. Después Suur-Pirkkala se dividió en dos partes: Pohjois-Pirkkala (norte) y Eteläis-Pirkkala (sur). En 1938 el nombre de Pirkkala del Norte fue renombrado como Ciudad de Nokia y Pirkkala del Sur cambió su nombre a Pirkkala simplemente.
Actualmente, Pispala es uno de los barrios "especiales" más visitados de Tampere, pues cuenta con casas construidas totalmente al azar en colinas altamente inclinadas. La historia detrás de este hecho se remonta al tiempo en que se permitía que la clase trabajadora construyera sus hogares en esta región, sin contar con reglamentación propia. Esto sucedió hasta su anexo a la administración de Tampere.

### Historia industrial
La gigante de telecomunicaciones Nokia fue establecida en Nokia de donde tomó su nombre. La ahora compañía con ganancias de millones de euros, fue fundada en 1865 por Fredrik Idestam como un molino de celulosa para la manufactura de papel. Finnish Rubber Works Ltd (Suomen Gummitehdas Osakeyhtiö), fundada en 1898, instaló una fábrica en Nokia en 1904. Estas dos compañías y Finnish Cable Works Ltd (Suomen kaapelitehdas Oy) se fusionaron en 1967 para crear la Nokia Corporation. Diferentes ramas de este gran conglomerado se dividieron en varias compañías que fueron vendidas alrededor de 1990.
Todavía funcionan en Nokia una fábrica de neumáticos (Nokian Tires) y un molino de celulosa que pertenece a la empresa Georgia-Pacific. La empresa de telecomunicaciones Nokia no opera ya en la ciudad de Nokia.

## Estadísticas
- Empleos según la oficina de información socioeconómica de Nokia:

| SES                                 | Empleados |
| ----------------------------------- | --------- |
| Empresarios en total                | 954       |
| Cuadros directivos                  | 1322      |
| Cuadros intermedios                 | 3137      |
| Granjeros                           | 49        |
| Trabajadores industriales           | 2731      |
| Otros trabajadores de la Producción | 802       |

Información tomada del censo de 1995, Statistics Finland 9/25/2006.

## Actualidad
Nokia es famosa por su balneario, tiendas, su medio acuático, y eventos. Nokia goza de buenas conexiones por carretera y aire. Desde una perspectiva religiosa, Nokia es conocido por el carismático renacimiento que comenzó en 1990 y aun continúa en la actualidad.

## Residentes notables
- Tapio Rautavaara - atleta, músico, actor.
- Kari Peitsamo - Músico.
- Anssi Salmela - Profesionales del jugador de hockey.

## Ciudades hermanadas
Nokia está hermanada con: 
- Blönduós - Islandia
- Moss - Noruega
- Karlstad - Suecia
- Horsens - Dinamarca
- Oryol - Rusia
- Sillamäe - Estonia
- Sárospatak - Hungría